# Fertőszentmiklós
Fertőszentmiklós é uma cidade da Hungria, situada no condado de Győr-Moson-Sopron. Tem 39,39 km² de área e sua população em 2019 foi estimada em 3.854 habitantes.